# Paul Sussman
Paul Nicholas Sussman (* 11. Juli 1966 in Beaconsfield; † 31. Mai 2012 in London) war ein britischer Journalist und Schriftsteller, dessen Romane sich vor allem um Archäologie drehen.

## Leben
Paul Sussman wurde in der Merchant Taylors’ School und im St John’s College (Cambridge) ausgebildet und studierte Geschichte. Nach dem Studium arbeitete er für den Big Issue, bei dem es sich um ein Obdachenlosenmagazin handelt. Daneben schrieb er Romane und war bei Ausgrabungen im Tal der Könige im Team von Nicholas Reeves beteiligt. Seine Romane sind bis jetzt in 33 Sprachen übersetzt worden. Als Journalist schrieb er für  den The Independent, The Guardian, Evening Standard, The Daily Telegraph, The Spectator, Cosmopolitan und CNN.
Paul Sussman war verheiratet und hatte zwei Kinder.

## Werke

### Romane
- The Lost Army of Cambyses (2002), deutsch: Der Fluch der Isis, ISBN 978-3-492-24043-7
- The Last Secret of the Temple (2005), deutsch: Der Biß des Skorpions, ISBN 978-3-492-24690-3
- The Hidden Oasis (2009), deutsch: Der Todestempel, ISBN 978-3-492-25994-1
- The Labyrinth of Osiris (Juni 2012)[2]
- The Final Testimony of Raphael Ignatius Phoenix (2014), deutsch: Das letzte Geständnis des Raphael Ignatius Phoenix ISBN 978-3-426-30439-6

### Non-Fiction
- The Ultimate Encyclopaedia of the Movies (1994) (Contributor)
- Death by Spaghetti …: Bizarre, Baffling and Bonkers True: Stories from In The News (1996)